# Короли (Волгоградская область)
Короли — хутор во Фроловском районе Волгоградской области России. Входит в Пригородное сельское поселение

## География
Хутор расположен в 15 км северо-западнее посёлка Пригородный у железнодорожной линии «Волгоград—Москва» (остановочный пункт  Зеленовский).

## Инфраструктура
Хутор электрифицирован.
На севере от хутора находится крупное месторождение песка.